# 无神论的历史
尽管无神论一词出现在16世纪—源于古希腊词汇ἄθεος“‘不信神的’，‘與神斷絕關係’或‘否認神的存在’ ”—且现代对无神论更为广泛地接受也不早于18世纪；但是无神论的概念与信仰，以及它的政治影响力，却有着深远的历史。

## 早期亚洲哲学

### 印度教
尽管印度教是有神宗教，但它却包含无神论宗派。出现在大约公元前6世纪，坚持唯物主义和反神哲学的顺世派可能是印度哲学中最接近无神论的一派。这一哲学分支被定义成非正统派，被排除在古印度六大哲学派别之外，但因其是印度教中唯物主义运动的证据而值得注意。
其他含有无神论思想的印度哲学流派包括数论派和行业派。对人格创造主概念有所排斥的还有印度的耆那教与佛教。

### 中国古代

#### 汉代王充哲学思想
王充是中国东汉末年的思想家和文学家, 著有无神论作品《论衡》，对汉末流行的神仙崇拜进行了全面批判，在中国思想史上获得了很高地位。 王充在書中批判當時流行的天人感應，  阐述了如下观点：
- 元气是构成天地万物最原始的物质基础：王充认为元气是构成宇宙万物的最基本物质，它是天地形成的根本要素。这个观点是他对自然界的物质起源进行思考的结果。
- 天是物质的、自然的天：王充将天界视为物质的、自然的存在，他认为天并不具备情感和意义，它是一个没有主观意愿的自然实体。这一观点挑战了当时一些人将天视为有情感和意义的存在，从而对天人关系的基础产生了动摇。
- 自然现象不是上天的谴责：王充认为水旱、雷电、日食、月食等自然现象并不是上天对人类的谴责或惩罚，而只是自然界中的常规现象。他强调这些现象不应该被解读为与人类行为相关的超自然事件，从而否定了人们以往将自然灾害等归因于天意的观点。
- 形与神的关系：王充主张精神不能离开形体而独立存在。他认为人的精神和形体是密切相连的，不存在灵魂或精神可以在死后继续存在并对活着的人产生影响的情况。这一观点与当时流行的鬼神信仰相对立。
- 批判鬼存在观点：王充在《论死》篇中批判了认为人死后会变成鬼并能够害人的观点。他运用形式逻辑的方法来推论，指出自从世界形成以来已经有无数人死去，如果每个人死后都会成为鬼，那么鬼的数量将远远超过活着的人类，为什么却只有一两个鬼被人们所见到呢？因此，王充认为这种观点是错误的。

总的来说，王充的观点在一定程度上否定了当时流行的神秘主义和迷信观念，强调了理性思维和对自然现象的客观认识。冯友兰将其誉为“两汉时代最大的无神论者和唯物主义哲学家”

#### 南北朝时期神灭论
南北朝时期的思想家范缜,对封建统治阶级利用佛教迷信麻痹民众、贻误国家的行为感到愤慨。他通过《神灭论》这部作品，批判封建迷信和宣传无神论的思想, 揭示和批判了封建迷信的本质。他指出，迷信的根本错误在于相信精神可以脱离形体而单独存在，认为除了人类的世界之外还有一个独立存在的所谓"神的世界"。范缜认为精神只有依附于形体才能存在，没有形体就没有精神。他强调形体是精神的载体，精神只是形体的作用而已。因此，人死后就只剩下了尸体，精神不可能独立存在。范缜指出，除了物质世界的时空之外，根本不存在非物质的、超时空的所谓"神的世界"。范缜在《神灭论》中还分析了封建迷信的基本手段，指出迷信制造者利用人们对鬼神的信仰，误以为灵魂可以独立存在，然后通过虚幻迷信的神话来迷惑人、吓唬人、欺骗人和引诱人。范缜强调，封建迷信的流行会导致社会道德败坏，使人们追求私利而忽视亲情和帮助穷人的行为。他认为，施舍应该出于真正救助他人的善意，而不是为了立即得到好报。

## 古希腊与古罗马

### 前苏格拉底哲学

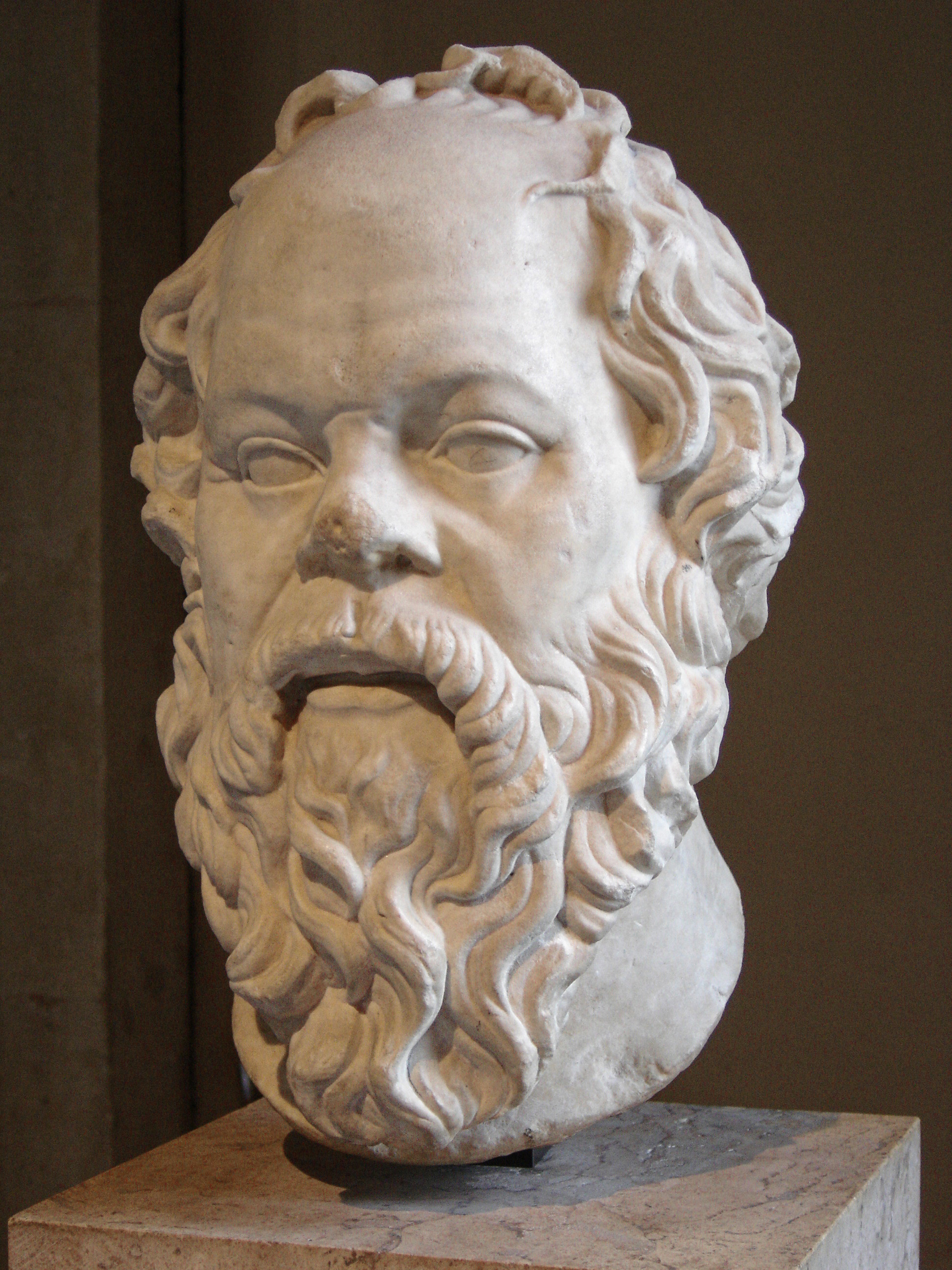
在柏拉图的《苏格拉底的申辩》中，苏格拉底（图）是因为不信神而被迈雷托控告的。

西方的无神论源于前苏格拉底时期的古希腊哲学，但直到启蒙时代后期才发展成明确的世界观。公元前五世纪的希腊哲学家迪亚戈拉斯被称为“第一个无神论者”，西塞罗在他的著作《论神性》中也提到过狄雅戈拉斯。克里提亚斯把宗教看成是人类的发明，其目的是恐吓其他人，好让他们接受道德规范。原子论者如德谟克利特试图用纯粹的，不借助精神与神秘事物的唯物主义方式来解释世界。其他具有无神论思想的前苏格拉底时期哲学家还包括普罗狄克斯和普罗泰戈拉。公元前三世纪的希腊哲学家提奥多鲁斯（Theodorus）与斯特拉图（Strato）同样不相信神的存在。

### 智者学派
苏格拉底（约公元前471年–399年）曾因对国家神明（参见尤西弗罗困境）提出质疑而被指控为“不敬”。尽管他以自己相信鬼神为由否认自己是一个“纯粹的无神论者”，他最终仍被判处死刑。苏格拉底在与柏拉图的对话录《斐德罗》中曾向多位不同的神祈祷，还在《理想国》一书中说过“宙斯在上”。
犹希迈罗斯（约公元前330年–260年）认为神不过是受人崇拜的古代征服者，而他们的宗教信仰在本质上其实是对那些早已消失的王国与政体的延续。尽管他并不是一个严格意义上的无神论者，犹希迈罗斯仍被批评为“通过在有人居的土地上诋毁神祇以传播无神论”。

### 伊壁鸠鲁主义
原子论唯物主义者伊壁鸠鲁（约公元前341年–270年）反对许多的宗教概念，包括来世及位格神的存在；他认为灵魂是纯粹物质的与不朽的。虽然伊壁鸠鲁主义并没有明确否认神的存在，但伊壁鸠鲁认为，如果神确实存在的话，那祂们对人类是毫不关心的。
古罗马诗人卢克莱修（约公元前99年–55年）持有与伊壁鸠鲁相近的观点，即若果神存在的话，祂们不会关心人类，也不会影响自然世界。基于这个理由，他认为人类不应惧怕超自然的事物。他在著作《物性论》（De rerum natura）中阐明了自己对宇宙，自然，灵魂，宗教，道德等等事物的伊壁鸠鲁式观点，
这本书在古罗马起到了推行伊壁鸠鲁哲学的作用。
古罗马哲学家塞克斯都·恩披里柯提出了一种源于皮浪主义的怀疑观点，他认为人们不应该对任何一种信仰做出自己的判断，因为没有任何事物天性邪恶，而持有这种保留态度的人则能获得内心的宁静（Ataraxia）。他遗留的相对大量的著作对后世哲学家带来了持续的影响。
在古典时期，“无神论者”一词的意思逐渐的发生着改变，早期的基督徒因为拒绝信奉异教神而被打上无神论者的标签。到了罗马帝国时期，大批基督徒因为抵制对罗马皇帝以及罗马神祇的崇拜而被处死。等到狄奥多西一世在381年将基督教定为国教，基督教的异教又成为了惩罚的对象。

## 中世纪
在中世纪前期和中世纪（参见中世纪审判）的欧洲，对无神论思想的拥护是非常少见的；形而上学，宗教和神学是当时的主流。但在当时仍然有一些运动在推行与基督教上帝不同的非正统观念，包括对自然的相异看法，超然存在和上帝的可知性等。一些个人和团体如约翰内斯·司各特·爱留根纳，迪南的大卫（David of Dinant），贝纳的亚马里克（Amalric of Bena）以及自由灵兄弟会（Brethren of the Free Spirit）都持有一种接近泛神论的基督教思想。库萨的尼古拉则持有一种他称之为“有知识的无知”的信仰主义观点，认为上帝超出了人类的理解范畴，我们对上帝的认识都只能依靠推测。奥卡姆的威廉则产生了一种反形而上学的倾向，认为人类知识对抽象实体的认识有唯名论的限制，因此神的本质无法被人类理智所直观和理性的领会。奥卡姆的追随者，例如米尔库尔的约翰（John of Mirecourt ）和奥特库尔的尼古拉（Nicholas of Autrecourt）继续扩展了这种观点。这些信仰与概念上的分歧影响了此后的一些神学家，包括约翰·威克里夫，扬·胡斯以及马丁·路德。

## 文艺复兴与宗教改革
文艺复兴运动则扩大了自由思想以及怀疑质询的范畴。一些个人如列奥纳多·达芬奇把实验看作解释的手段，反对宗教权威的论据。这一时期的其他宗教与教会批评家有尼可罗·马基亚维利，博纳旺蒂尔·德佩里埃（Bonaventure des Périers）和弗朗索瓦·拉伯雷。

## 启蒙时代
文艺复兴和宗教改革时期见证了宗教狂热的再度兴起，例如新兴教团的扩增，大众对天主教的忠诚，还有加尔文宗等新教教派的出现。这一时期的宗教间冲突也扩展了当时神学与哲学的讨论范围，为其后出现的怀疑宗教的世界观奠定了基础。
对基督教的批评在17与18世纪变得更加频繁，特别是在英国与法国，根据当时的资料，两地出现了所谓的“难以名状的宗教问题”。一些新教思想家，例如托马斯·霍布斯，支持唯物主义哲学，同时对超自然事物持怀疑态度。荷兰裔犹太哲学家巴鲁赫·斯宾诺莎反对摄理（Divine Providence）概念而支持泛神论自然主义。到了17世纪晚期，自然神论更广为知识分子如约翰·托兰德所接受。尽管自然神论者嘲笑基督教，他们对无神论也持蔑视态度。已知的第一个抛开自然神论衣钵转而强硬否认神祇存在的无神论者是一个十八世纪早期的法国神甫，让·梅叶。他的追随者包括其他更为公开的无神论思想家，例如霍尔巴赫和雅克-安德烈·奈容（Jacques-André Naigeon）。哲学家大卫·休谟基于经验主义开发了一套持怀疑态度的认识论，破坏了自然神学的形而上学基础。

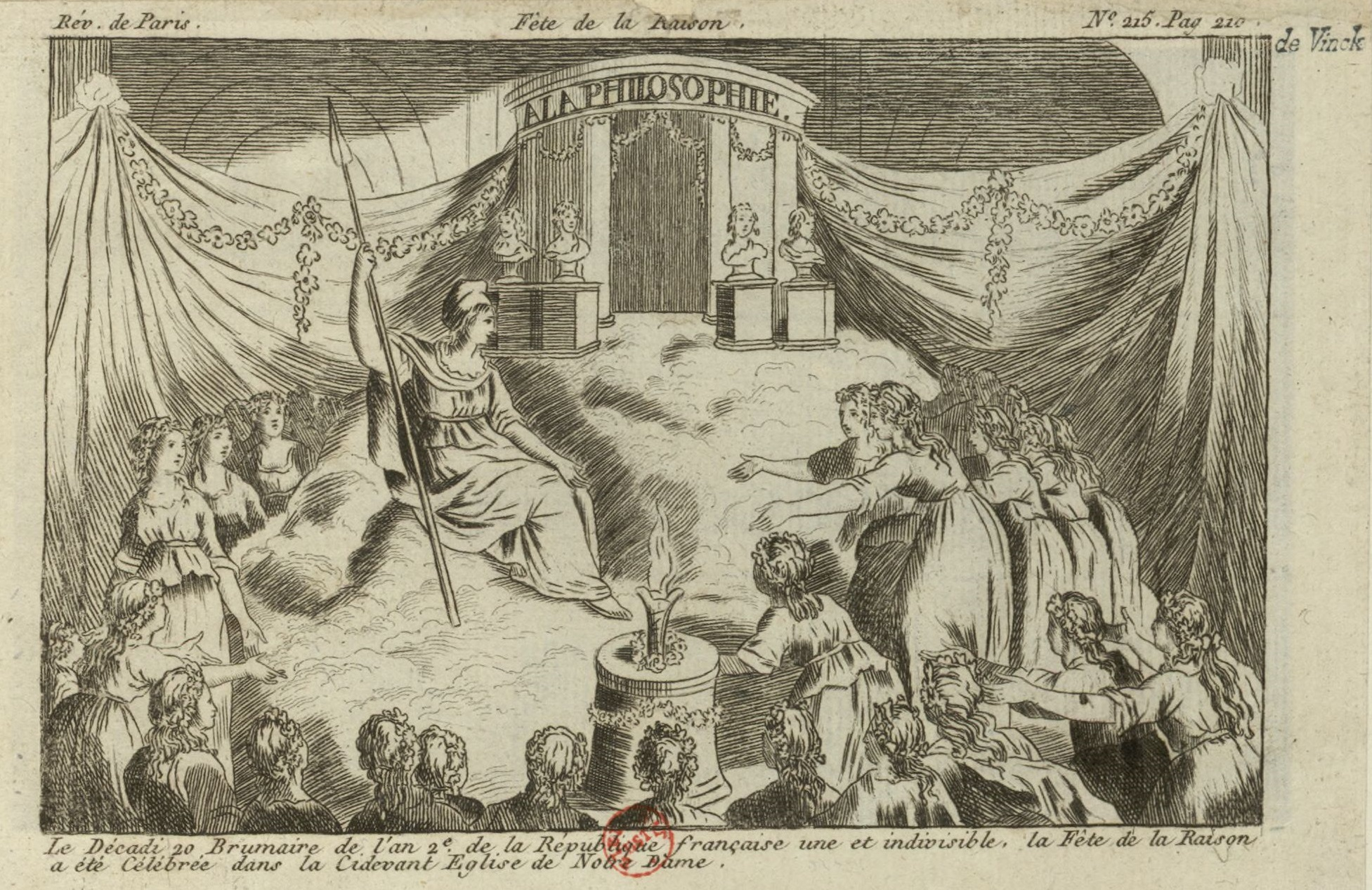
Fête de la Raison（“理性节日”），圣母院，雾月2日（1793）。

法国大革命把无神论从沙龙中带到了公众面前。强制执行神职人员民事组织法案的尝试导致了对大量神职人员的驱逐和暴力压制。革命时期巴黎各种混乱的政治事件最终让极端的雅各宾派在1793年获得权力，开始了恐怖统治。在恐怖高潮，一些激进的无神论者试图用武力强制的将法国去基督教化，把宗教替换为理性崇拜。这些迫害随着热月政变而结束, 但这一时期的部分世俗化措施对法国政治造成了长久的影响。

## 现代

### 19世纪

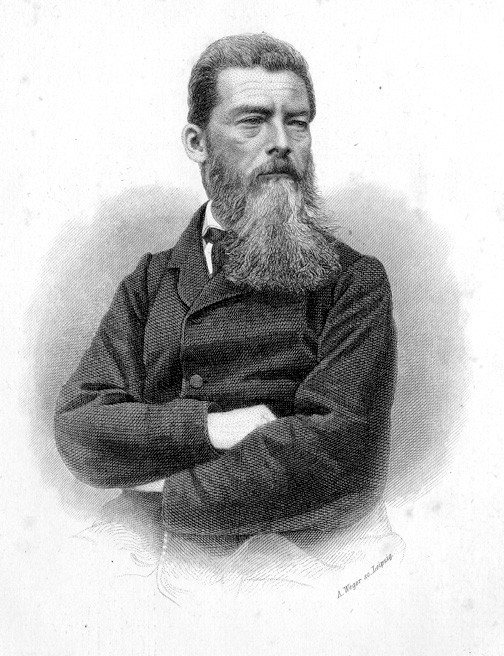
费尔巴哈的《基督教的本质》（1841）极大的影响了马克思，恩格斯，大卫·斯特劳斯以及尼采等哲学家。他认为神是人类的创造，而宗教活动则是对无法实现的愿望的满足。

拿破仑时期将法国社会的世俗化活动制度化，同时将革命带到了意大利北部，试图籍此打造容易受摆布的共和国。19世纪，许多的无神论者和反宗教思想家都投身到政治与社会活动中，促成了1848年革命，意大利统一以及国际社会主义活动的增长。
在19世纪的后半期，无神论在理性主义与自由思想哲学家的影响下变得日益显著。这一时期的许多杰出哲学家都否认神的存在，对宗教持批评态度，他们之中有路德维希·费尔巴哈，亚瑟·叔本华，卡尔·马克思和弗里德里希·尼采。

### 20世纪
20世纪的无神论，特别是实用无神论，出现在了许多的社会群体中。无神论思想也为更加广域的哲学派别所认可，包括存在主义，客观主义，世俗人文主义，虚无主义，逻辑实证主义，马克思主义，女权主义以及普通科学和理性主义。
逻辑实证主义与科学主义为随后的新实证主义，分析哲学，结构主义以及自然主义铺平了道路。新实证主义和分析哲学抛弃了古典理性主义与形而上学，转向严格的经验主义与认识论的唯名论。支持者诸如伯特兰·罗素等断然地拒绝信仰神。路德维希·维特根斯坦在他的早期工作中曾试图将形而上学与超自然的语言从理性论述中分离开来。A.J. 艾耶尔断言宗教陈述具有不可证性与无意义性，援引了自己对经验科学的鉴定信仰。列维-斯特劳斯的应用结构主义否定了宗教语言的玄奥意味，认为它们都源自于人类的潜意识。J. N. 芬德利和J. J. C. 斯马特论证称神的存在在逻辑上是非必然的。自然主义者与唯物主义一元论者如约翰·杜威认为自然世界是万物的基础，否认了神与不朽的存在。
20世纪同时也见证了无神论在政治上的崛起，尤其是在马克思与恩格斯理论的推动下。在1917年俄国十月革命之后，宗教自由的增加仅持续了数年，其后的斯大林主义转而压制宗教。苏联和其他社会主义国家在推动国家无神论形成的同时使用暴力手段抵制宗教。
柏林墙倒塌之后，反宗教政体的数目大为减少。2006年，皮尤研究中心的蒂莫西·沙（Timothy Shah）博士指出“一股世界性的潮流已经覆盖各主要宗教团体，那就是相对于世俗运动与意识形态，基于神与信仰的运动的信心和影响力要更为明显地增长。”但是格利高里·斯科特·保罗和菲尔·查克曼（Phil Zuckerman）认为这不尽真实，实际情况较此要复杂与微妙的多。近年來（2000年後）於英美等地興起，攻擊宗教信仰的無神論運動（新無神論）說明了這點，有媒體將丹尼特、理查德·道金斯、山姆·哈里斯及克里斯托弗·希欽斯稱作新無神論的四騎士。